# Col de Sarenne
Der Col de Sarenne ist ein 1999 m hoher Pass im Département Isère in den Französischen Alpen. Die Passstraße verbindet die Orte Le Bourg-d’Oisans im Westen und Mizoën im Osten.
Der 21,2 km lange Anstieg im Westen beginnt in Bourg-d'Oisans im Tal der Romanche. Er führt im Tal der Sarenne in 21 Serpentinen stark ansteigend durch Huez und den Skiort L’Alpe d’Huez. Ab dem Ort mit geringerer Steigung und einer circa 5 km östlich des Skiortes gelegenen kurzen Abfahrt erreicht er nach weiteren 3 km den Pass.
Die Auffahrt im Osten fängt ebenfalls im Tal der hier zum Lac du Chambon aufgestauten Romanche an und verläuft durch das Tal der Ferrand. Vom Abzweig der D 1091 verläuft die Straße erst als D 25 durch den Ort Mizoën und ab dem Abzweig nach Besse als D 25 A durch die Ortsteile von Clavans-en-Haut-Oisans weiter ansteigend zur Passhöhe.

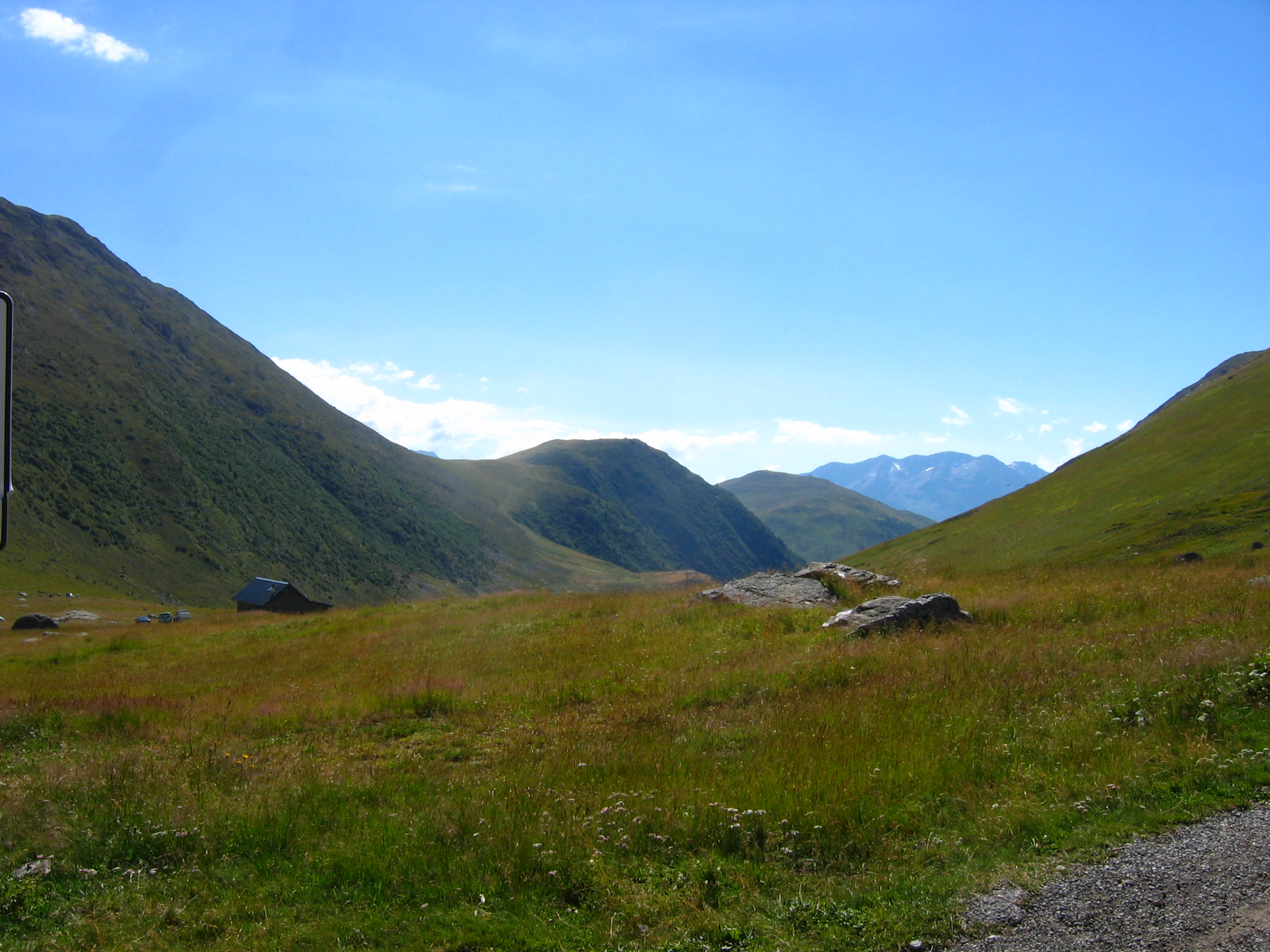
Blick nach Westen vom Col de Sarenne
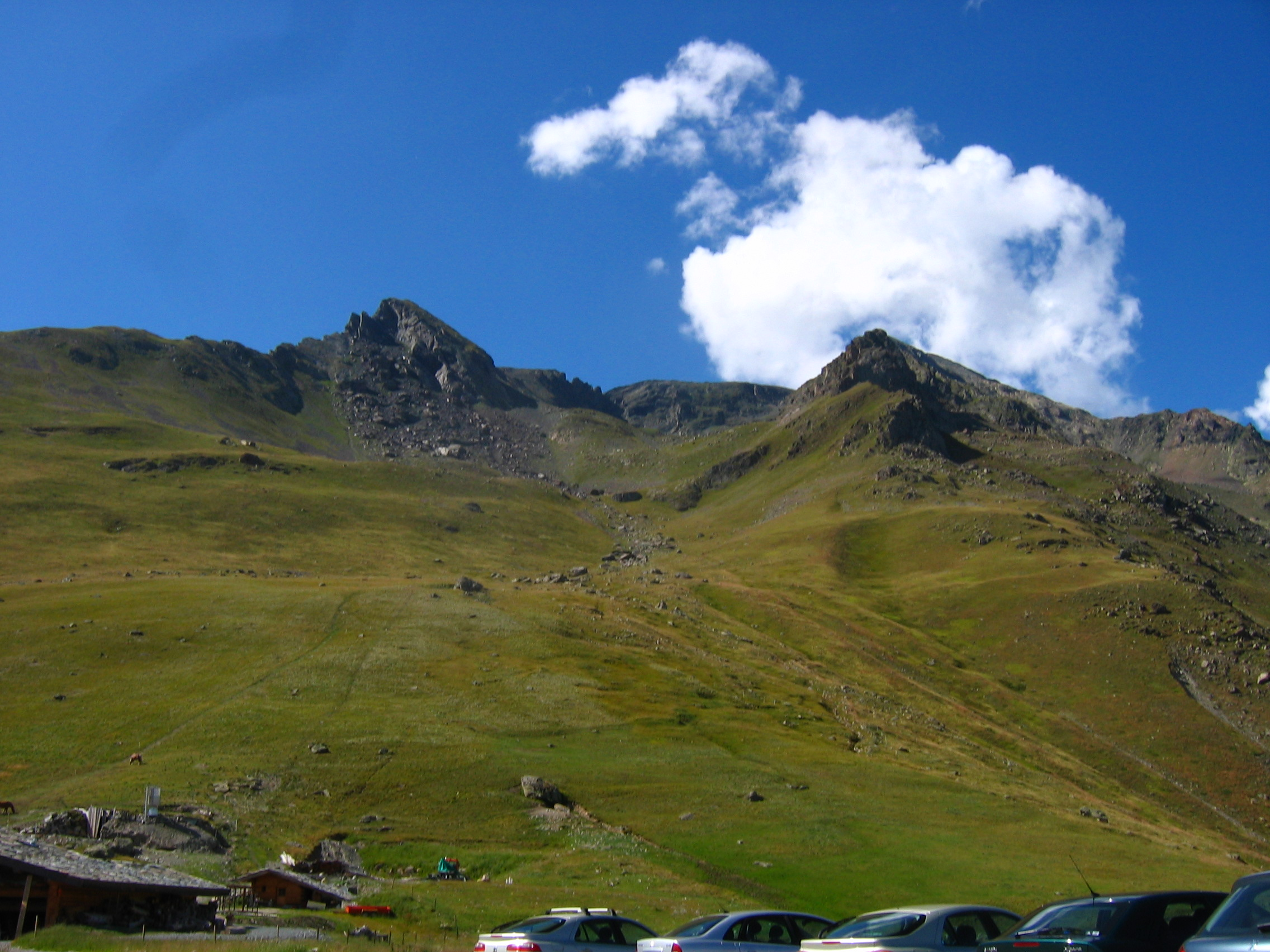
Blick nach Norden vom Col de Sarenne
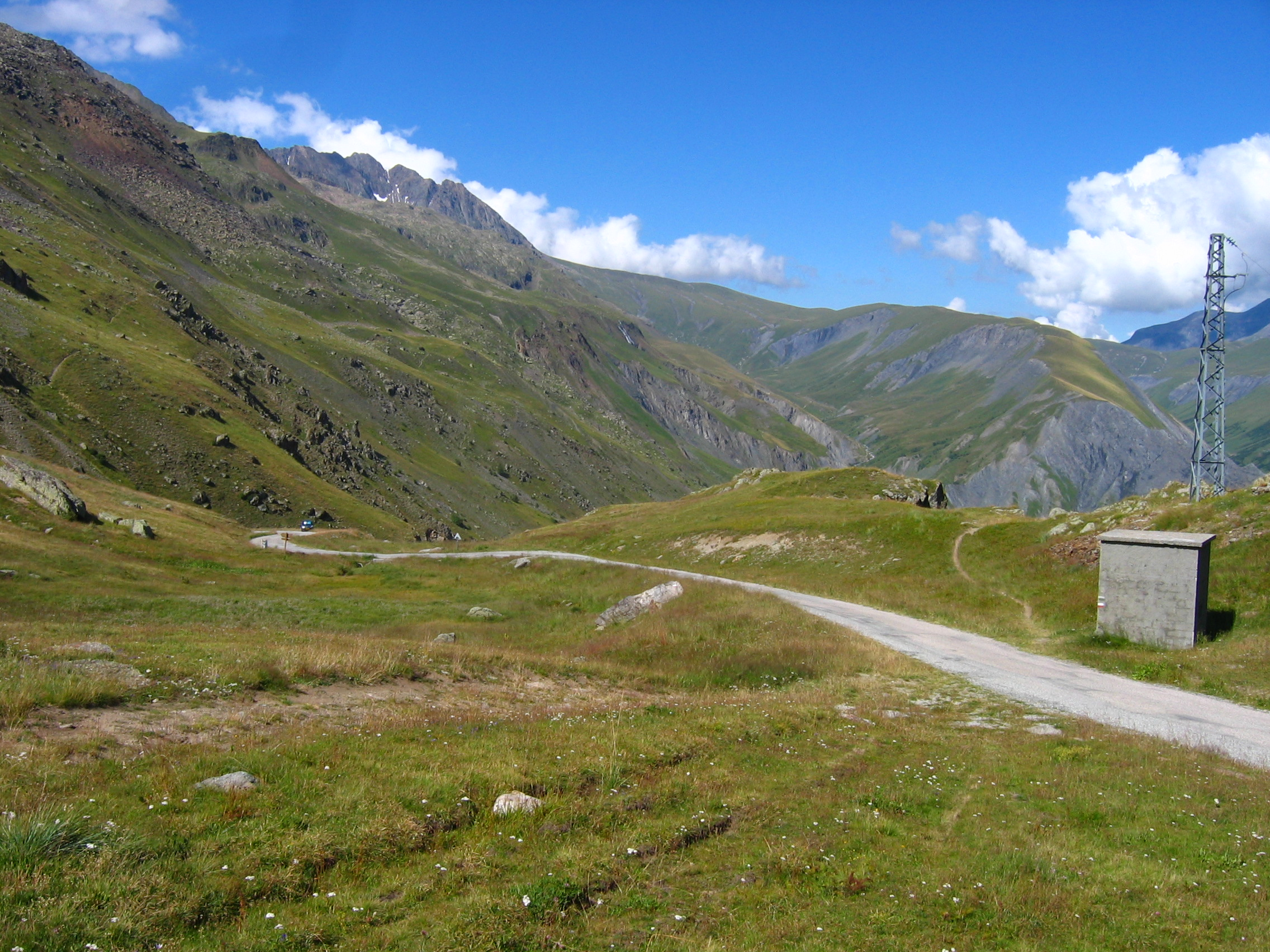
Blick nach Osten vom Col de Sarenne